# ZTD Hrvatski sokol
Zagrebačko tjelovježbeno društvo "Hrvatski sokol" (ZTD "Hrvatski sokol") je hrvatski gimnastički klub iz Zagreba. Hrvatski sokol je osnovan 14. svibnja 1874. godine te je jedno od najstarijih društava, a danas najstarije aktivno sportsko društvo u Hrvatskoj. Dom Hrvatskog sokola izgrađen je 1883. godine. Tijekom godina dom je postao kolijevkom hrvatskog sporta, a Hrvatski sokol simbolom zagrebačke i hrvatske tjelovježbe te sportske gimnastike.
Prvo je gimnastičko i sokolsko društvo u Hrvatskoj. Gimnastička vrsta Hrvatskoga sokola sudjelovala je u svibnju 1911. na Svjetskom prvenstvu u športskoj gimnastici, što je bio prvi nastup pod vlastitom zastavom jedne Hrvatske športske reprezentacije na velikome međunarodnom natjecanju.

## Povijest
Osnivanje Hrvatskog sokola je bio odraz tadašnjih društvenih potreba, ali i političkog stanja u Hrvatskoj te je nastalo kao odgovor na planove za osnivanjem njemačkog "Turnvereina" u Zagrebu.
Na Skupštini 14. svibnja 1974.g. izabran je za predsjednika dr. Josip Fon (Phon), za potpredsjednika prof. Ivan Stožir, blagajnika Antun Stasni, a čuvar sprava Milan Lenuci. 
Članovi prvog odbora su bili: 
Mladen Živojinović, Robert Weiss, dr. Ivan Kosirnik, Ivan Schneider i Ščrbak.
Na Skupštini 27. prosinca 1874.g. za predsjednika je izabran tadašnji gradonačelnik Zagreba Ivan Vončina, za potpredsjednika dr. Josip Fon (Phon), za blagajnika Antun Stasni te Milan Lenuci za čuvara sprava. 

Ovakvo uvaženo prvo vodstvo "Hrvatskog sokola" te činjenica da je osnivanje društva čekalo da ban Ivan Mažuranić preuzme vlast dovoljno govori o njegovoj povijesnoj ulozi. Od 1876. godine Čeh František Hochman uvodi nove sokolske metode vježbanja, a tjelesno vježbanje postaje obavezni nastavni predmet u školama. Brojni sokolski izleti snažno utječu na osnivanje tjelovježbenih organizacija diljem Hrvatske. 
Povećanje članstva i interesa za tjelovježbom prerasta mogućnosti tadašnjih školskih "gombaona" (dvorana) te vodstvo i članovi "Hrvatskog sokola" vlastitim sredstvima i novcem 1883. godine na zemljištu tadašnjeg Sajmišta koje je darovao grad Zagreb, prema planu inženjera članova društva na čelu s gradskim inženjerom Milanom Lenucijem u samo pola godine izgrađuju Dom "Hrvatskog sokola", poznatiji kao "Sokolski dom" ili "Sokolana" danas najstarija dvoranu za tjelovježbu u gradu Zagrebu. 
Gimnastička vrsta Hrvatskoga sokola sudjelovala je u svibnju 1911. na Svjetskom prvenstvu u športskoj gimnastici, što je bio prvi nastup pod vlastitom zastavom jedne hrvatske športske reprezentacije na velikome međunarodnom natjecanju.
Krajem 19. stoljeća dr. Franjo Bučar, prednjak (trener) i kasnije autor prve monografije "Hrvatskog sokola" promovira nove sportove: tenis, nogomet, rukomet, odbojku i dr. te vodi tečajeve za obuku učitelja i postaje poznat kao otac hrvatskog sporta, a "Hrvatski sokol" kolijevka većine sportova u Hrvatskoj. Uvođenjem diktature kralja Aleksandra 1929. godine i zabrane hrvatskog imena dolazi do osnivanja "Sokola Kraljevine Jugoslavije" i raspuštanja Društva, a dio vodstva i članstva nastavlja rad pod imenom "Sokol".
Nakon Drugog svjetskog rata, koji je u potpunosti ugušio djelovanje Društva zbog konfiskacije dvorane, 1948. godine dio nekadašnjih sokolskih prednjaka i aktivnih vježbača uređuje devastiranu dvoranu te društvo koje sokolsku ideju nikada nije napustilo nastavlja djelovanje u "Sokolskom domu", pod imenom "Gimnastičko društvo I. rajona", kasnije i drugim imenima, sve do 1993. kada je u slobodnoj Hrvatskoj vraćeno izvorno ime Z.T.D. "Hrvatski sokol". 
Tijekom godina dom "Hrvatskog sokola" je postao kolijevkom zagrebačkog i hrvatskog sporta, a Z.T.D. "Hrvatski sokol" simbolom zagrebačke i hrvatske tjelovježbe te sportske gimnastike koja je od samog osnutka bila primarna aktivnost "sokolaša". Kroz povijest, šesnaest olimpijaca s preko dvadeset nastupa na OI te brojnim nastupima na EP, SP i ostalim međunarodnim natjecanjima iznjedrilo je Z.T.D. "Hrvatski sokol". Organizacija Svjetskog kupa u sportskoj gimnastici 1982. godine te gimnastičkog dijela Univerzijade 1987., najvećim dijelom je zasluga naših članova. Od 1989. godine organizatori smo Memorijala "Stjepan Boltižar" čiju tradiciju održavamo i u najtežim vremenima.

## Istaknuti gimnastičari
- Marijo Možnik, europski prvak na preči iz 2015. godine
- Tin Srbić, svjetski prvak na preči iz 2017. godine

## Poveznice
- Hrvatski gimnastički savez
- Hrvatski sokol
- Sokol, pokret

## Vanjske poveznice
- Službene stranice
- Facebook stranica